# Unterwaldhausen
Unterwaldhausen – miejscowość i gmina w Niemczech, w kraju związkowym Badenia-Wirtembergia, w rejencji Tybinga, w regionie Bodensee-Oberschwaben, w powiecie Ravensburg, wchodzi w skład związku gmin Altshausen.
Gmina należy do związku gmin Altshausen.

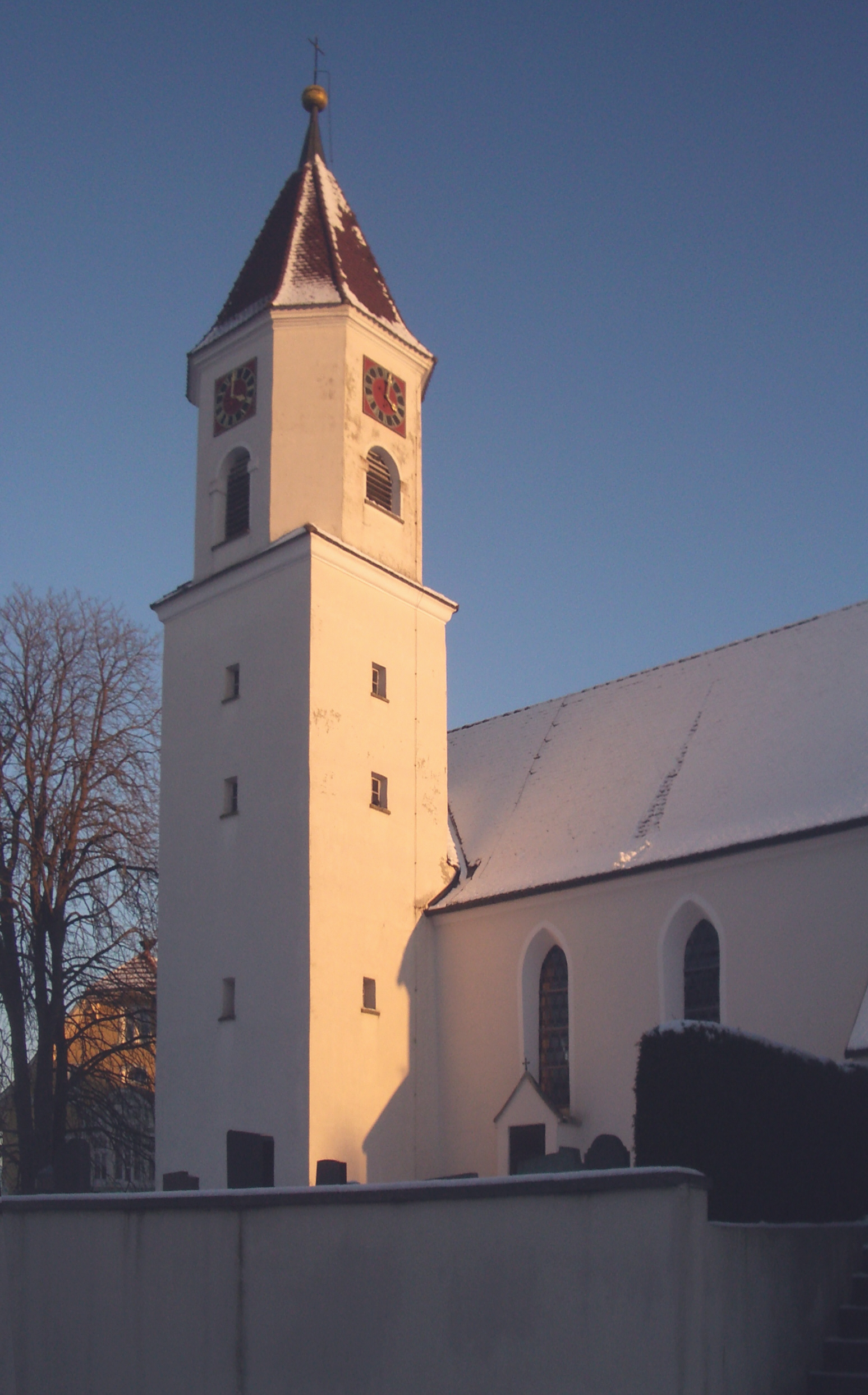
Kościół parafialny pw. Wszystkich Świętych (Allerheiligen)